# Wallonie Picarde Phoenix 2019
Questa voce raccoglie le informazioni riguardanti i Wallonie Picarde Phoenix nelle competizioni ufficiali della stagione 2019.

## Roster
| Roster dei Wallonie Picarde Phoenix (2019) |
| --- |
| Quarterback - M. Daulmerie - Nicolas Piron QB/TE Running Back - S. de Deken - M. Dupont - N. Fontaine - Charly Vanhove Wide Receiver - P. Colin WR/RB - L. Crosson - L. Denhaerinck - C. de Oliveira - G. Tartare - B. Vancamelbeke - C. Vansteenkiste - Lukas Verbeek Tight End - M. Buyoya Offensive Linemen - M. Bachely - Antoine Delettre - J. Dosimont - Christopher Roge - Maêl Tonnon - P. Willems OL/TE Defensive Linemen - A. Comeyne - JL Coolen - Tanguy Croen DE - P. Dekoninck - Alain Noir - Jules Pattyn - Guilleume Thaon DE - Jérome Tartare DE Linebacker - Jérome Durant - Romain Fournel - Joshua Giambusso - Jason Viste Defensive Back - Danton Caignet - Julien Chiry - Loris Cornet - Max Jastrowicz - Arnaud Thibaut Special Team Coaching staff Frank Fievet |

## BAFL Elite Division 2019

### Stagione regolare
| Beringen 10 febbraio 2019, ore 14:00 | Limburg Shotguns | 46 – 0 | Wallonie Picarde Phoenix | Shotgun Field |

| Ruisbroek 24 febbraio 2019, ore 14:00 | Antwerp Argonauts | 23 – 6 | Wallonie Picarde Phoenix | Argonauts Stadium |

| Tournai 10 marzo 2019, ore 14:00 | Wallonie Picarde Phoenix | 0 – 26 | Brussels Tigers | Hall des Sports |

| Tournai 7 aprile 2019, ore 14:00 | Wallonie Picarde Phoenix | 0 – 56 | Brussels Black Angels | Hall des Sports |

| Roux 5 maggio 2019, ore 14:00 | Charleroi Coal Miners | 18 – 0 | Wallonie Picarde Phoenix | Complexe sportif |

| Tournai 19 maggio 2019, ore 14:00 | Wallonie Picarde Phoenix | 6 – 42 | Ostend Pirates | Hall des Sports |

| Liegi 2 giugno 2019, ore 14:00 | Liège Monarchs | 66 – 6 | Wallonie Picarde Phoenix | Plaine de Cointe |

## Statistiche di squadra
| Competizione | %Vittorie | In casa | In casa | In casa | In casa | In casa | In casa | In trasferta | In trasferta | In trasferta | In trasferta | In trasferta | In trasferta | Totale | Totale | Totale | Totale | Totale | Totale |
| Competizione | %Vittorie | G       | V       | N       | P       | Pf      | Ps      | G            | V            | N            | P            | Pf           | Ps           | G      | V      | N      | P      | Pf     | Ps     |
| ------------ | --------- | ------- | ------- | ------- | ------- | ------- | ------- | ------------ | ------------ | ------------ | ------------ | ------------ | ------------ | ------ | ------ | ------ | ------ | ------ | ------ |
| Campionato   | .000      | 3       | 0       | 0       | 3       | 6       | 124     | 4            | 0            | 0            | 4            | 12           | 153          | 7      | 0      | 0      | 7      | 18     | 277    |
| Totale       | .000      | 3       | 0       | 0       | 3       | 6       | 124     | 4            | 0            | 0            | 4            | 12           | 153          | 7      | 0      | 0      | 7      | 18     | 277    |